# Паметник на св. св. Кирил и Методий (Пловдив)
Паметникът на св. св. Кирил и Методий в Пловдив изобразява солунските братя Кирил и Методий.

## Местоположение
Паметникът се намира на Площад „11 май“ пред Хуманитарната гимназия „Св. св. Кирил и Методий“.

## История
В Пловдив е първото честване на празника 24 май в България – през 1851 г., благодарение на Найден Геров.
Паметникът на св. св. Кирил и Методий в Пловдив е изграден през 1996 г. по проект на скулптура Петко Москов.